# Level 4
Albums de Globe
Lights 2
(2002) Globe 2 (...)
(2005)
Compilations par Globe
Ballads and Memories
(2002) Globe Decade - Single History
(2005)
Remix par Globe
Global Trance Best
(2003)
Singles
1. Seize the Light
Sortie : 27 novembre 2002
2. Get It on Now Feat. Keiko
Sortie : 23 mars 2003

Level 4 (titré en capitales : LEVEL 4) est le huitième album original du groupe Globe.

## Présentation
L'album, majoritairement écrit, composé et produit par Tetsuya Komuro, sort le 26 mars 2003 au Japon sur le label Avex Globe de la compagnie Avex, onze mois seulement après le précédent album original du groupe, Lights 2 (entre-temps son sortis son album de remix Global Trance 2 et ses compilations 8 Years: Many Classic Moments et Ballads and Memories ).
C'est le seul album du groupe avec le batteur et claviériste Yoshiki, ancien leader du groupe de rock X-Japan, dans le cadre du projet temporaire "Globe Extreme" en tant que quatuor ; la chanteuse Keiko figure cependant à nouveau seule en couverture.
L'album atteint la 17e place du classement des ventes de l'Oricon, et reste classé pendant huit semaines. C'est alors l'album le moins bien classé et le moins vendu du groupe, exceptant Global Trance 2. L'album poursuit l'expérimentation musical du groupe dans la musique électronique trance débutée en 2001, d'où son succès inférieur à celui de ses anciens albums de style plus pop.
Il contient huit chansons (et un titre instrumental, Blow), dont quatre déjà parues sur les deux singles sortis depuis le précédent album : Seize the Light (avec Compass en "face B"), et Get It on Now (Feat. Keiko) (avec Out of Control en "face B") qui sort le même jour que l'album.
Peu après sa sortie, le groupe se met en pause durant deux ans, pour permettre à ses membres de poursuivre divers projets en solo. Occupés par les siens, Yoshiki ne reviendra pas en 2005 pour la reformation du groupe, qui continuera en tant que trio.

## Liste des titres
| CD    | CD                                                                 | CD                                            | CD    | CD | CD | CD | CD | CD | CD |
| No    | Titre                                                              | Paroles / Musique et arrangements             | Durée |    |    |    |    |    |    |
| ----- | ------------------------------------------------------------------ | --------------------------------------------- | ----- | -- | -- | -- | -- | -- | -- |
| 1.    | Out of (c) Control (out of © control ; face B du 29e single)       | Tetsuya Komuro (rap: Marc) / Komuro           | 10:42 |    |    |    |    |    |    |
| 2.    | Get It on Now Feat. Keiko (get it on now feat. KEIKO ; 29e single) | Tetsuya Komuro (rap: Marc) / Komuro           | 5:27  |    |    |    |    |    |    |
| 3.    | Weather Report (weather report)                                    | Tetsuya Komuro (rap: Marc) / Komuro           | 9:13  |    |    |    |    |    |    |
| 4.    | The Box (THE BOX)                                                  | Keiko, Tetsuya Komuro / Komuro                | 5:36  |    |    |    |    |    |    |
| 5.    | This Is the Last Night (this is the last night)                    | Marc / Marc                                   | 5:59  |    |    |    |    |    |    |
| 6.    | Inside Feat. Marc (INSIDE feat. MARC)                              | (non crédité) / Tetsuya Komuro                | 12:21 |    |    |    |    |    |    |
| 7.    | Seize the Light (seize the light ; 28e single)                     | Yoshiki, Tetsuya Komuro (rap: Marc) / Yoshiki | 6:43  |    |    |    |    |    |    |
| 8.    | Blow (blow ; instrumental)                                         | (instrumental) / Tetsuya Komuro               | 3:10  |    |    |    |    |    |    |
| 9.    | Compass (compass ; face B du 28e single)                           | Keiko (rap: Marc) / Tetsuya Komuro            | 5:52  |    |    |    |    |    |    |
| 65:03 |                                                                    |                                               |       |    |    |    |    |    |    |